# Hyptia bicolor
Hyptia bicolor är en stekelart som först beskrevs av John Obadiah Westwood 1841.  Hyptia bicolor ingår i släktet Hyptia och familjen hungersteklar. Inga underarter finns listade i Catalogue of Life.